# Gentiana sirensis
Gentiana sirensis är en gentianaväxtart som beskrevs av J.S.Pringle. Gentiana sirensis ingår i släktet gentianor, och familjen gentianaväxter. Inga underarter finns listade i Catalogue of Life.